# The Catch (film)
Pour plus de détails, voir Fiche technique et Distribution.
The Catch (魚影の群れ, Gyoei no mure) est un film japonais, sorti en 1983. C'est l'adaptation d'un roman d'Akira Yoshimura.

## Fiche technique
- Titre original : 魚影の群れ, Gyoei no mure
- Titre français : The Catch
- Réalisation : Shinji Sōmai
- Scénario : Yôzô Tanaka d'après Akira Yoshimura
- Pays d'origine : Japon
- Format : Couleurs - 35 mm
- Genre :
- Durée : 140 minutes
- Date de sortie : 1983

## Distribution
- Ken Ogata : Fusajiro Kohama
- Masako Natsume : Tokiko Kohama
- Kōichi Satō : Shunichi Ida
- Yukiyo Toake : Aya